# Farkas utcai színház
A kolozsvári Farkas utcai színház (gyakran Farkas utcai kőszínház néven említik) az első magyarországi színházépület volt. A közadakozásból épült színház a magyar nyelv és művelődés ügyét szolgálta 1821 és 1906 között. Története során folyamatosan anyagi nehézségekkel küzdött, amelyeken Mikó Imre erőfeszítéseinek eredményeképpen sikerült időlegesen felülkerekedni. A magyar operajátszás történetében is úttörő szerepet játszó színház 1887–1896 között élte meg fénykorát, amikor Ditrói Mór vezetésével magyar ciklust, Csiky Gergely-, Jókai- és Shakespeare-ciklust mutattak be. Az intézmény 1906-ban a Hunyadi téri új épületbe költözött át, az épületet az 1930-as években lebontották. A helyén épült Egyetemiek Háza falán 2002 óta emléktábla örökíti meg.

## Története

### Építése
Az 1794–1795-ös erdélyi országgyűlés bizottságot állított a nemzeti játszószín tervének elkészítésére, és egyben gyűjtést indított a források biztosítására. A bizottság hét éven át gondját viselte a magyar színjátszás ügyének: helyiséget bérelt, ruhatárat és színpadi kellékeket biztosított, színdarabokat fordíttatott, fizette a színészeket. Az országos gyűjtést egy állandó színház létesítésére 1802. január 17-én indították el. 1802—1809 között közadakozásból 12 572 váltóforint és 34 1/5 krajcár gyűlt össze. A legnagyobb adományozók gróf Teleki Ferenc és Lajos, báró Wesselényi Miklós és báró Bánffi József, utóbb báró Thoroczkai József voltak.
1803. július 13-án a református tanintézettől megvásároltak két szomszédos telket a Farkas utcában; a területet egy harmadik kis telek megvásárlásával 1804. május 10-én négyzet alakúra egészítették ki. Az építkezést Schütz Antal építőhivatali adjunktus tervei alapján Alföldi Antal építőmester vezetésével 1803. szeptember 27-én kezdték el; az alapozás 1806. május 2-re készült el. 1806-ra a falak egyharmad részben álltak készen, de az anyagi források elapadása miatt az építkezést 1807-ben leállították.
Az 1811-es országgyűlés új bizottságot állított az elvégzett építés ellenőrzésére, illetve új pénzügyi terv készítésére. Az építkezés befejezéséhez szükséges összeg előteremtésére új adót vetettek ki, amelyet az egyébként adómentességgel rendelkező nemeseknek kellett fizetniük. Az erdélyi római katolikus és görögkeleti püspök, a szász univerzitás, valamint a kincstár mentességet kértek és kaptak az uralkodótól. A mentességek és a napóleoni háborúkat követő devalváció miatt a 100 000 forintra tervezett bevétel helyett 16 000 forint folyt be. Az ugyanakkor meghirdetett páholybérleti akció több sikerrel járt. Az építkezést 1811. június 22-től Káli Nagy Lázár, Kolozs vármegye korábbi alispánja felügyelte. 1813-ra a külső kőművesmunkák, illetve a belső ácsmunkák készen álltak, ezért került a homlokzatra az 1813-as dátum.
Ezt követően a színházi bizottság részvények értékesítésével próbálta finanszírozni a színházat, de ebből nem gyűlt össze számottevő összeg, így az építkezés ismét leállt. Csak 1820-ban indult újra, amikor a gubernium engedélyével Kolozsvár városa 6%-os kamatra 12 000 forint kölcsönt nyújtott az építkezésre, amit később még 4692 forinttal meg kellett pótolnia. Az épület befejezésén túl ez elegendő volt a belső berendezésre is. Az építkezés összes költsége készpénzben közel 58 000 rénus forintot tett ki; ehhez járultak a természetbeni adományok (vas, mész, fa, cserép, tégla, más építőanyagok), illetve a vármegye részéről ingyen biztosított munkaerő (jobbágyok és rabok).
A színház első előadásán, 1821. március 12-én műkedvelő nemesek mutatták be Carl Theodor Körner Zrínyi című drámáját Petrichevich-Horváth Dániel fordításában, a címszerepben a fordítóval. A nyitány zeneszerzője Ruzitska György volt. A szereplők saját díszes ruháikban léptek fel, amelyeket az előadás után a színháznak ajándékoztak. A következő napon a hivatásos színtársulat adta elő Szentjóbi Szabó László Mátyás király című érzékenyjátékát.
A Farkas utcai első színtársulat tagjai Jantsó Pál, Székely József, Székelyné Ungár Anna, Simény Borbála, Hajósné Koronka Borbára [sic!], Pergő Celesztin, Török István, Simonffy György, Farkas József, Rácz Sándor, ifj. Székely József, Néb Mária, Keresztes Juliánna, Kolozsváry Pál, Kónya László, Gőde István, Bartha Mojzes és Gillyén Sándor súgó voltak.

### Működése

#### 1821–1840
Eleinte a színházi bizottság működtette a színházat, majd 1821. augusztus 16-tól bérbe adták Káli Nagy Lázárnak. 1822-ben Hollaki Antal, 1823-ban ismét Káli Nagy Lázár volt a bérlő. Káli Nagy Lázár operatársulatot állított fel, és 1823-ban a színházhoz szerződtette Déryné Széppataki Rózát, aki négy évet töltött a városban. Ebben az időszakban havonta legalább egy zenés művet játszottak; az első operát (Ruzitska József: Béla futása) 1822. december 26-án mutatták be. 1824-ben létrejött az Actionaria Társaság, amely részvénytársasági alapon működtette a színházat. Az egyik alapító tag, Petrichevich Horváth Dániel 1828 őszéig a háromtagú igazgatóságban is részt vállalt. 1841-ig különböző bérlők üzemeltették, de mindig veszteséggel; egy ideig befogadó színházként működött. A folytonosság hiánya miatt egységes művészi irányról sem lehet beszélni.
A színház kezdetektől fogva a magyar nyelv és művelődés ügyét volt hivatott szolgálni, ezért 1821-ben nagy felháborodást okozott, hogy német nyelvű előadásokat is tartottak benne. 1828-ban a színházat Schwelle Filep nagyszebeni színigazgató akarta kibérelni, de nem maradt nyoma, hogy sikerült volna. 1832-ben az intézményt irányító Pergő Celesztin Uhlik Henrik német színigazgatóval társult. Ebből országos botrány kerekedett, mert június 2-án a német nyelvű előadás után kolozsvári diákok bántalmazták a német színigazgatót.
1834. szeptember 6-án mutatták be a Bánk bánt Egressy Gábor jutalomjátékaként, a címszerepben Lendvay Mártonnal. Ettől fogva a dráma kultuszdarabbá vált Kolozsváron: a következő száz év alatt százkétszer adták elő. 1840-től a színház korábbi karmesterének, Erkel Ferencnek az operáit is játszották.

#### 1841–1870

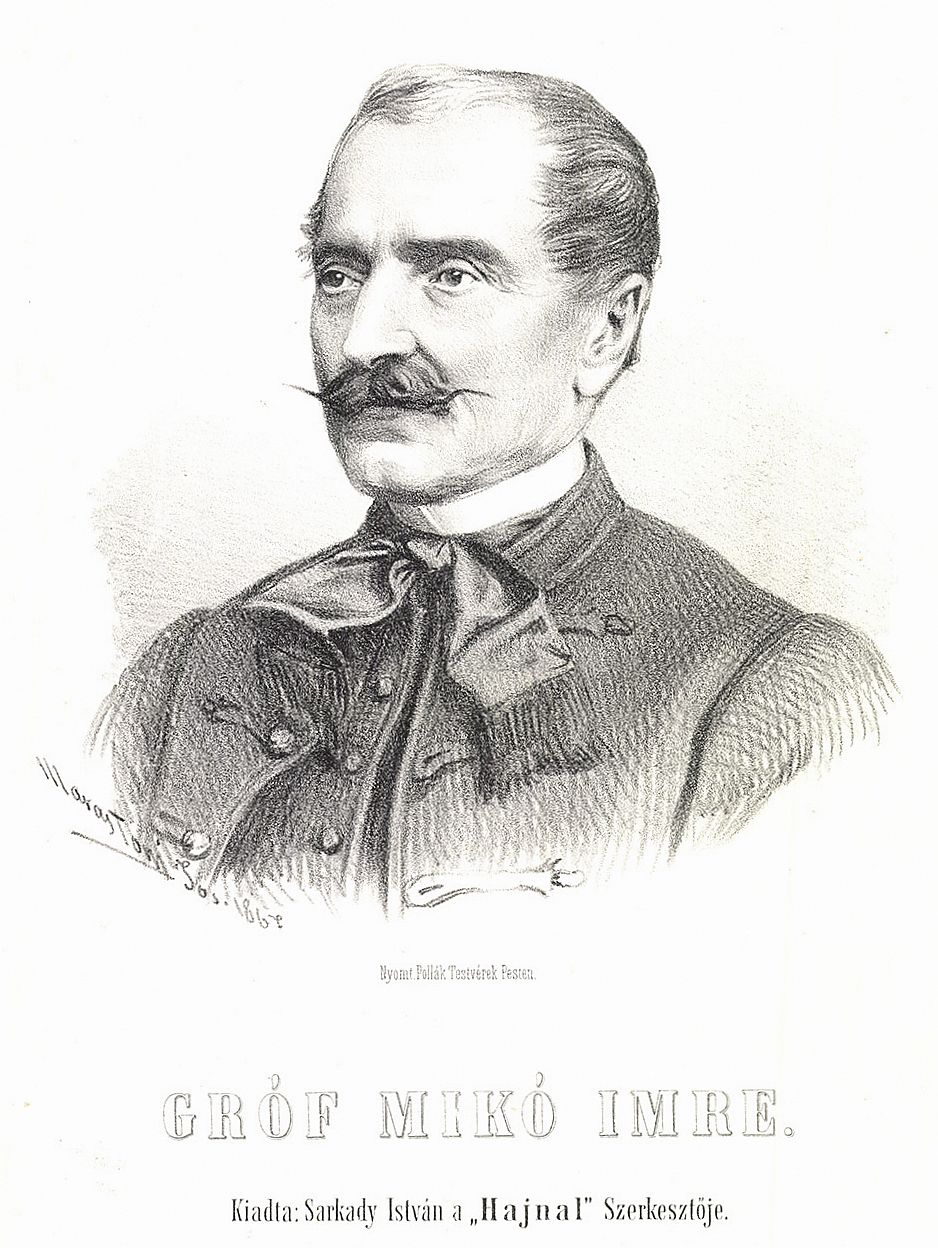
Mikó Imre

A folyamatos finanszírozási gondok megszüntetésére az országgyűlés – Udvarhelyszék kérésére – az 1842. június 6-i ülésen napirendre tűzte a színház anyagi ügyeinek rendezését. Noha a törvényjavaslat a színház támogatását csak a magyar és a székely nemzetre rendelte kivetni, a szász követek ellenzése miatt végül nem fogadták el. Ennek ellenére az országgyűlés 1843. január 7-i ülésén rendelkezett az Országos Színházi Bizottság, voltaképpen a kolozsvári Nemzeti Színház felügyelőbizottságának felállításáról, melynek elnöke Mikó Imre, tagjai pedig Bethlen Imre, gróf Mikes János, báró Huszár Károly és Groisz Gusztáv lettek. A király azonban nem erősítette meg a határozatot, így a törvénycikk nem lépett életbe.
1848 márciusában a színészek honvédnek álltak, ezért a színház bezárt. Karácsonykor, amikor Bem csapatai bevonultak Kolozsvárra, a színészeket visszairányították a színpadra, és parancsba adták, hogy folytassák az előadásokat. Egy idő után azonban a társulat tagjai visszaszöktek a harctérre.
A szabadságharc alatti ostromállapot során az intézmények működését betiltották vagy korlátozták; a kolozsvári színházat Karl Freiherr von Urban ezredes városi tulajdonba vette, és német társulatnak adta bérbe azzal a kikötéssel, hogy amennyiben a működés – a közönség elmaradása miatt – deficites lesz, akkor a hiányt a városnak kell fizetnie. A szabadságharc leverését követően Mikó Imre 1851-ben fordult Erdély kormányzójához, Ludwig von Wohlgemuthhoz, és kérte a színház eredeti jogi helyzetének visszaállítását. Az időközben elhalálozott Wohlgemuth helyett utódja, Friedrich Karl zu Schwarzenberg válaszolt, de csak részben teljesítette Mikó kérését: a színház ugyan a Mikó által vezetett bizottság felügyelete alá került, amely viszont a korábbi helyzettel ellentétben nem az országgyűlés, hanem a hatóságot képviselő kormányzó alá tartozott.
1853-ban a színház csődközeli helyzetbe került, ekkor Mikó a színházkedvelő közönség segítségét kérte a Szózat az erdélyi nemzeti színház ügyében a haza s különösen Kolozsvár városa minden rendű és rangú polgárához című felhívásában. Bevezették a bérletrendszert, amely ugyan csak részben váltotta be a hozzáfűzött reményeket, de segítséget jelentett a pillanatnyi anyagi nehézségekben. 1854-ben részvények kibocsátását határozták el, de az összegyűlt összegből csupán egy egyemeletes műszaki épület kialakítására nyílt lehetőség. Ezért 1859-ben Mikó Imre „színházi alap” létesítését javasolta, és 1860-ban ismét adakozásra buzdított a Felszólítás a Kolozsvárt létező erdélyi nemzeti színház jövőjének biztosítása ügyében című kiáltványában. A gyűjtés 1861 februárjában indult, és jelentős adományok érkeztek, nagyrészt a volt földesuraknak ekkortájt kézbesített úrbéri kárpótlási kötlevelek formájában. A legnagyobb összeg azonban abból származott, hogy Mikónak sikerült az 1841–1843-as országgyűlés határozata alapján létesített nemesi felkelési alap 81 000 forintját császári határozattal a színházi alapba irányítania, és Erzsébet magyar királyné is éves segélyt biztosított a színháznak az udvartartás költségei terhére. Így a színház főépületét felújították, könyvtárat, ruhatárakat, festőműhelyt, öltözőket és anyagraktárat létesítettek. Az 1865-ben befejeződött felújítás során, amelyet Kagerbauer Antal irányításával hajtottak végre, az épület klasszicista vonásokra tett szert.
1860-ban a társulat Bukarestben vendégszerepelt, ahol azonban a gyér érdeklődés miatt a bevétel nem fedezte a turné költségeit, és Havi Mihály igazgató az adósok börtönébe került. A hitelezőkkel való egyezkedésben báró Éder bukaresti osztrák konzul közvetített, Koós Ferenc bukaresti református lelkész pedig gyűjtést szervezett a társulat javára.

#### 1871–1886
Az 1870-es években a színház ismét finanszírozási gondokkal küszködött. Ennek ellenére a színház megnyitásának 50. évfordulóját nagyvonalúan ünnepelték: emlékérméket verettek „Magyar Nemzeti Színház 1821–1871” felirattal, 1871. március 21-én pedig díszelőadáson mutatták be Szigligeti Ede Bajusz című darabját, másnap Jókai Mór Szigetvári vértanúkját.
1872-ben az intézményt házi kezelésbe vették; intendánsnak báró Huszár Sándort nevezték ki. Ő 1873-ban lemondott, mert az anyagiakat továbbra sem látta biztosítva. Ekkor Lugosy József és László József nyugalmazott színész egy évre elvállalták az üzemeltetést, de 1874 januárjában ők is lemondtak. Februártól Korbuly Bogdán bankár lett az intendáns, aki a deficitet a saját vagyonából pótolta.
A költségtakarékosság jegyében 1877-ben szerződést kötöttek Nagyváraddal az intézmény kapacitásának jobb kihasználása érdekében. 1880. április 28. és június 6. között Bécsben tartottak vendégjátékot, ahol népszínműveket adtak elő (Tóth Ede: A falu rossza, A kintornás család, A tolonc; Csepreghy Ferenc: A piros bugyelláris, Sárga csikó; Gaal József: A peleskei nótárius; Szigligeti Ede: Csikós, A cigány).
1881-ben az épület nagymértékben javításra szorult; átmeneti enyhítést jelentett, hogy a király engedélyezte a szubvenció megemelését az 1881–82-es és az 1882–83-as évadra. A takarékosság jegyében nem szerződtettek operettegyüttest. 1883-ban a belügyminisztériumhoz fordultak segítségért, melynek eredményeképpen több tárgyalás után Tisza Kálmán 1884 februárjában saját belügyminiszteri hatáskörébe utalta a színházat. Az intendáns Esterházy Kálmán lett, a színház igazgatására pedig pályázatot írtak ki, amelyet Csóka Sándor kassai színigazgató nyert el. 1885-től a Farkas utcai színház az ország második nemzeti színháza lett.

#### 1887–1896

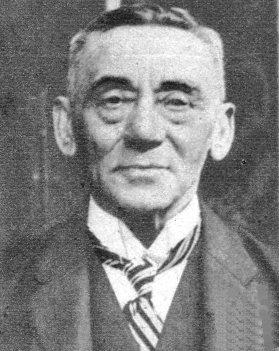
Ditrói Mór

1887. január 26-án Csóka Sándor a színház fizetésképtelenségét jelentette, ekkor a színészek sztrájkba léptek. Az igazgató felmentése után a színészek működtették tovább a színházat. Eszterházy után Bölöny József földbirtokos lett az intendáns, aki Ditrói Mórt kérte fel az intézmény művészeti vezetésére. A színház Ditrói Mór alatt élte fénykorát. 1891-ben magyar ciklust szervezett: január 1-jétől 48 napon át 58 előadáson 42 magyar szerző 56 darabját játszották. Ditrói több ilyen tematikus ciklust is rendezett Csiky Gergely, Jókai Mór, illetve Shakespeare műveiből. A Shakespeare-ciklust – amely főleg Ecsedi Kovács Gyula játékára épült – a londoni Life is méltatta.
Ditrói a meiningenizmus híveként kiemelt figyelmet fordított a díszletekre, jelmezekre, kellékekre. Több ízben rendezett a korszakban divatos élőképeket főúri közreműködőkkel, többek között 1892. november 11-én a hivatásos színművészet centenáriumi ünnepségére. Előző napon az ünnepségsorozat részeként a Bánk bánt adták elő; a címszerepben Ecsedi Kovács Gyula, Gertrudis szerepében Hunyady Margit, Tiborc szerepében Szentgyörgyi István lépett fel.
Bölönyi és Ditrói kapcsolata megromlott, részben a bemutatók magas költsége miatt. 1892 elején Ditrói, megkerülve az intendánst, ajánlatot tett a minisztériumnak a színház hatévi bérletére. A szubvenció megnövelését kérte, egyben vállalta, hogy ismét operát szervez, és bevezetteti a villanyvilágítást. Szapáry Gyula belügyminiszter szerződést kötött Ditróival az 1893–1897 közötti időszakra. Bölönyi rossz néven vette az eljárást, és lemondott; utódja gróf Béldi Ákos lett.

#### 1896–1906
1896-ban Ditrói Mór a Vígszínházba szerződött átt, és magával vitt számos Farkas utcai színészt is. 1898-tól a művészeti vezető Follinusz Aurél operettszerző lett, akinek vezetése alatt a színház profilja a könnyedebb műfajok felé tolódott. 1900-ban Janovics Jenő követte, aki 1905-ben igazgatói megbízást kapott.
1899. január 3-án bemutatták a Mozgó fényképek című bohózatot Janovics rendezésében. A darab érdekessége az volt, hogy minden előadáson levetítettek néhány tekercs filmet is. A 20. század elején a színház épületében rendszeresen tartottak vetítéseket.

### További sorsa

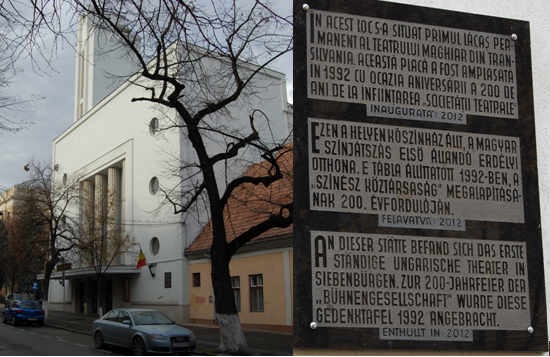
A színház helyén épített Egyetemiek Háza és az emléktábla

Az épületet 1903-ban tűzveszélyesnek nyilvánították; ekkor a város új színház építését határozta el. Az új, Hunyadi téri színház 1906-ban készült el. A színészek 1906. június 17-én Katona József Bánk bán című drámájával búcsúztak a Farkas utcai épülettől. A címszerepben Hidvégi Ernő lépett fel, Gertrudist Jászai Mari, Tiborcot Szentgyörgyi István, Biberachot a színház igazgatója, Janovics Jenő alakította. 1906. szeptember 7-én, az új színház avatása előtti napon hivatalos búcsúünnepélyt tartottak, amelyen részben az 1821-es megnyitó darabjait adták elő.
A feleslegessé vált épületet a magyar kormány az egyetemnek adta át, amely a növénytani múzeum raktáraként használta.
Az első világháború után 1919-ben a Hunyadi téri színházat igazgató Janovics Jenő felajánlotta a román kormányzótanácsnak, hogy békés úton átadja az új épületet, amennyiben eladják vagy bérbe adják neki a Farkas utcai színházat, és biztosítják, hogy ott magyar színház működhessen. A kormányzótanács nem válaszolt Janovics felvetésére.
A romló állagú épületet 1934-ben vagy 1935-ben lebontották, helyén és alapjának felhasználásával diákház épült (ma Egyetemiek Háza).
1992-ben, a kolozsvári „színészköztársaság” megalapításának 200. évfordulóján Gheorghe Funar polgármester nem engedélyezte emléktábla állítását a Farkas utcai színház helyén. Az emléktáblát végül is húsz évvel később, 2012-ben helyezték el.

## Nevezetes színészei
A felsorolásban a kolozsvári színház örökös tagjai vastagítással vannak jelölve.
Jantsó Pál, Pálmay Ilka Pergő Celesztin, Székely József, Néb Mária, Székelyné Ungár Anna, Déryné Széppataki Róza, Megyeri Károly, Egressy Gábor, Jászai Mari, Ecsedi Kovács Gyula, Szentgyörgyi István, Várady Miklós, Krasznay Miska, Küry Klára.

## Leírása
A homlokzati három tölgyfaajtó felett négy ión pillér helyezkedett el, köztük egy-egy ökörszem ablakkal. A trapéz alakú oromzaton középen egy tábla „Az Erdélyi Magyar Játékszín – 1813” felirattal, körülötte három kerek ablak volt látható.
A nézőtéren nyolcszáz ülő- és további hatszáz állóhely volt, a földszinten 15, az első emeleten 17, a második emeleten 18 páholy. A nézőteret 12 petróleumlámpás csillár, a színpadot és a zenekart gyertyák világították meg. A megnyitón összesen kétszáz gyertya égett az épületben; ezt később száznegyvenre, százhúszra, majd százra csökkentették.
Eredetileg az épület csak színpadból és nézőtérből állt; irodahelyiségeket, öltözőket, szertárakat, könyvtárat és ruhatárat később toldottak hozzá.
A színpadot – amelyre szükség esetén szekérrel és állatokkal is rá lehetett hajtani – a bécsi Theater an der Wien mintájára alakították ki, amely a kor kiemelkedő színpadi technikájú épülete volt. Három süllyesztővel és a díszletek gyors mozgatására szolgáló berendezéssel látták el.